# Macaranga triloba
Macaranga triloba är en törelväxtart som först beskrevs av Carl Peter Thunberg, och fick sitt nu gällande namn av Johannes Müller Argoviensis. Macaranga triloba ingår i släktet Macaranga och familjen törelväxter. Inga underarter finns listade i Catalogue of Life.